# Humberto Esquivel Medina
Humberto Esquivel Medina (Ticul, Yucatán; 1893 - Mérida, Yucatán; 1984) fue un político, abogado y poeta mexicano, miembro del Partido Revolucionario Institucional. Fue gobernador interino de Yucatán a fines de 1951 y principios de 1952, cubriendo la vacante que se gestó a partir de la dimisión del gobernador José González Beytia.

## Biografía

### Vida pública
Ocupó diversos cargos en el sistema judicial mexicano. Fue agente del ministerio público en la Ciudad de México y en Tabasco. Fue juez penal en el D.F., en Campeche y en Quintana Roo. Diputado federal por Yucatán en la XLI Legislatura del Congreso de la Unión de México. Desempeñaba este cargo cuando fue nombrado por el Congreso de Yucatán para ejercer la gubernatura del estado, al solicitar licencia el gobernador José González Beytia en las postrimerías de su mandato.

### Gobernador de Yucatán
Ejerció el cargo muy brevemente, a partir de septiembre de 1951, hasta enero de 1952. Se distinguió por ser un hombre de leyes aunque se le criticó su alejamiento del estado ya que vivió gran parte de su vida fuera de Yucatán.

### Obra
- Copa de Amor, 1913.
- Fuente de Gracia, 1960.

### Reconocimientos
- Juegos Florales de 1917, de Yucatán, por su poesía Canto a la Primavera.